# Taalinstituut Accord
Taalinstituut Accord, opgericht in 1988, is een instituut in Parijs voor cursussen Frans. Elk jaar volgen meer dan 5000 studenten uit 50 verschillende landen cursussen aan Accord. Algemeen directeur is François Pfeiffer. De school zit in een typerend Frans gebouw op de Grands Boulevards.

## Onderwijs
Het algemene doel van de cursussen die worden aangeboden op Accord is het leren van gebruiken en termen die men tegenkomt in het dagelijkse leven. Tijdens de lessen wordt er uitgebreid ingegaan op Franse gebruiken en op bekende termen in het dagelijkse, Franse leven. Daarnaast wordt aan de hand van rollenspellen, simulaties en andere interactieve oefeningen de grammatica stap voor stap uitgelegd.
Er worden verschillende cursussen aangeboden. Zo zijn er cursussen specifiek voor het leren van grammatica, cursussen voor zakelijk gerelateerde onderwerpen en cursussen voor junioren of senioren, beginners tot gevorderden. Het instituut draagt een ministerieel waarmerk voor de kwaliteit van de cursussen, het zogenaamde FLE Quality Label.